# Hadle Szklarskie
Hadle Szklarskie est un village du sud-est de la Pologne dans la voïvodie des Basses-Carpates. Il fait partie de la gmina de Jawornik Polski (commune rurale) et du powiat de Przeworsk. La population du village s'élevait à 580 habitants en 2011.

## Géographie
| Tanarwka                     | Hadle Kańczuckie et Tarnawka             | Grzegorzówka |
| Dylągówka et Wólka Hyżneńska | Hadle Szklarskie                         | Widaczów     |
|                              | Jawornik Polski et Jawornik-Przedmieście | Szklary      |

Hadle Szklarskie se situe à environ 2,5 km de Jawornik Polski, 22 km de Przeworsk la capitale du powiat et 24 km de Rzeszów la capitale régionale.